# Кунс, Джефф
Джефф Кунс (англ. Jeff Koons, род. 21 января 1955, Йорк, Пенсильвания, США) — американский художник. Известен своим пристрастием к китчу, особенно в скульптуре. Его работы входят в число самых дорогих произведений современных художников.

## Биография
Джефф Кунс родился в Йорке, Пенсильвания. Будучи подростком, почитал Сальвадора Дали. Джефф Кунс посещал школу при Художественном институте Чикаго и Мэрилендский художественный колледж.
После колледжа Кунс работал брокером на Уолл-Стрит. Он получил признание в 1980-х годах, после чего создал студию-завод в Сохо (Нью-Йорк). Он возглавил штат из более чем 30 сотрудников, каждый из которых отвечал за отдельные аспекты его работы (прослеживается явная связь с «Фабрикой» Энди Уорхола).
Сейчас художник является президентом корпорации Jeff Koons LLC со штаб-квартирой в Нью-Йорке и 135 сотрудниками. Фактически это фабрика по производству предметов современного искусства — Кунс создаёт образы и модели на компьютере, а коллектив работает над их воплощением в материале.

## Творчество
Творчество Кунса классифицируют как нео-поп или пост-поп, направления, возникшие в 80-е годы как реакция на концептуализм и минимализм.
Ранние работы Кунса — концептуальная скульптура, одна из наиболее известных — «Три мяча 50/50 Бак» 1985 года, которая представляет собой три баскетбольных мяча, плавающих в воде, которая заполняет прозрачную ёмкость наполовину. Влияние этой работы на более позднюю работу Дэмьена Херста «Физическая невозможность смерти в сознании живущего» не вызывает сомнения.
В 1990-е годы Джефф Кунс создал серию огромных скульптур из стали, имитировавших игрушки из продолговатых воздушных шариков. Игра в такие шарики, как говорил Кунс, в детские годы произвела на него впечатление, не стёршееся по сей день. Серия «Банальность», кульминацией которой стало создание в 1988 году позолоченной скульптуры Майкла Джексона («Michael Jackson and Bubbles») в натуральную величину. Три года спустя она была продана на аукционе «Сотбис» в Нью-Йорке за более чем пять миллионов долларов.

### Брак c Чиччолиной
В 1991 году Джефф Кунс женился на итальянской порнозвезде Илоне Шталлер, больше известной под именем Чиччолина. В 1992 году у пары родился сын Людвиг, вскоре после этого брак распался. Громкую славу художнику принесли скульптуры серии «Сделано на небесах», изображающие в различных позах его занятия любовью с бывшей женой.

### «Щенок»

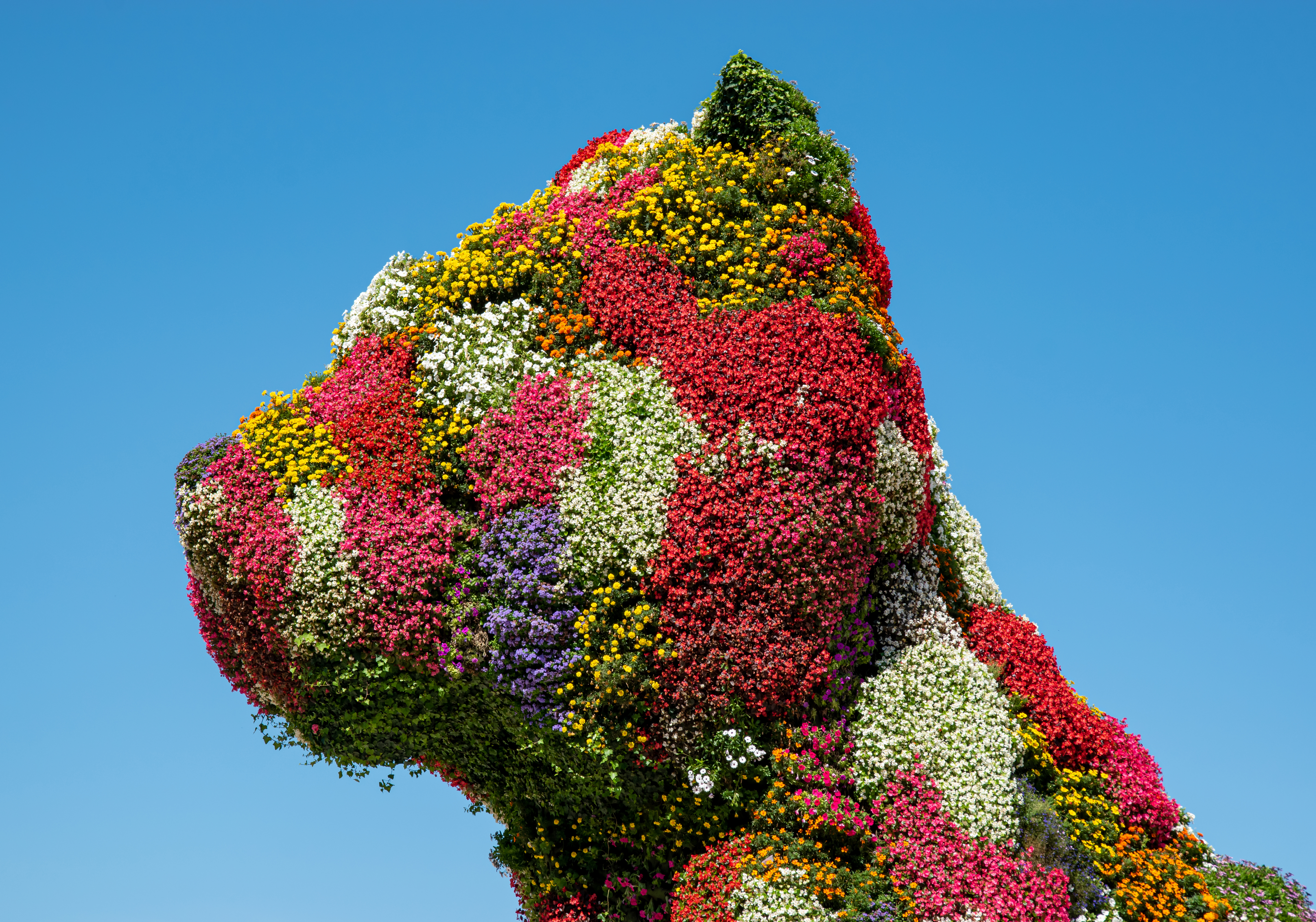
Скульптура щенка в Бильбао

В 1992 году Кунс был приглашен создать скульптуру для выставки в Германии. Результатом стал «Щенок», скульптура терьера, украшенная цветами, которую разметили в саду у дворца Арользен. В 1995 году скульптура была демонтирована и заново установлена в увеличенном размере, высотой 12 метров, напротив Музея современного искусства в Сиднее. В 1997 году фигура была приобретена Фондом Соломона Р. Гуггенхайма и установлена на террасе Музея Гуггенхайма в Бильбао. Три человека, переодевшиеся в садовников, попытались взорвать скульптуру, но были пойманы полицией. После установки «Щенок» стал одной из достопримечательностей Бильбао. Так, летом 2000 года эта скульптура была отправлена в Нью-Йорк на временную выставку в Рокфеллер-центре.

### Последние работы
Директор Лос-анджелесского музея искусства (LACMA) обнародовал план построить перед входом в его здание 48-метровый кран, на котором будет подвешена копия локомотива 1940-х годов. Паровоз, по замыслу Джеффа Кунса, будет периодически пыхтеть и выпускать пар, сообщила газета The New York Times. Стоимость проекта и сроки его реализации пока неизвестны, но дирекция музея уже получила поддержку Эли Брода, крупнейшего американского коллекционера современного искусства, чьё собрание, в частности, включает двадцать работ Кунса. LACMA объявил, что заплатит за композицию «Поезд», которая будет готова, как ожидается, в 2014 году, $25 млн.
Компания BMW поручила Кунсу расписать гоночный болид заводской команды для коллекции.
Над оформлением обложки нового альбома певицы Леди Гага Artpop тоже работал Джефф Кунс. В центр композиции Кунс поместил реалистичную статую певицы в натуральную величину собственного изготовления. Надпись Artpop на обложке украшает фирменный яркий надувной шар Кунса. На заднем плане можно разглядеть коллаж из фрагментов Рождения Венеры Боттичелли. Леди Гага представила работу Кунса так: «Я невероятно рада поделиться с вами тем, что является частью моего сердца, тем, что я глубоко лелею. Эта обложка отражает меня как ничто другое». Певица также сообщила, что скульптуру Кунса можно будет увидеть на вечеринке по случаю выхода альбома. Artpop поступил в продажу 11 ноября 2013 года.
«Букет тюльпанов» — скульптура установленная в Париже, возле Елисейских Полей. Была создана в 2016—2019 годах и посвящена памяти жертв терактов в Париже в ноябре 2015 года. Создана по просьбе экс-посла США во Франции Джейн Хартли, которая тем самым хотела выразить поддержку французам.
Композиция изображает часть руки и кисть, держащую 11 тюльпанов (недостающий 12 цветок — символ жертв теракта), основана на идее литографии Пабло Пикассо «Букет мира» 1958 года и имеет прямую отсылку к факелу в руке статуи Свободы, которая была создана французским скульптором Фредериком Огюстом Бартольди и подарена США. Также, в ходе пресс-конференции, посвященной объявлению проекта, Кунс определил как вдохновение для этой новой работы импрессиониста Клода Моне и цветочные росписи в стиле рококо от Франсуа Буше и Жан-Оноре Фрагонар.

## Нарушение авторских прав
12 мая 2017 года Джефф Кунс представил в Нью-Йорке скульптуру «Сидящая балерина». Знатоками было замечено очевидное сходство данной работы с произведением советского скульптора Оксаны Жникруп — фарфоровой миниатюрной статуэткой «Балерина Леночка».  Позже выяснилось, что разрешение на копирование статуэтки Джеффу Кунсу дала наследница Оксаны Жникруп, её дочь Леонтина Лозовая.